# Cirolana ferruginosa
Cirolana ferruginosa är en kräftdjursart som beskrevs av Risso 1826. Cirolana ferruginosa ingår i släktet Cirolana och familjen Cirolanidae. Inga underarter finns listade i Catalogue of Life.